# CHIヘルス・センター・オマハ
CHIヘルス・センター・オマハ（CHI Health Center Omaha）は、アメリカ合衆国ネブラスカ州オマハにあるコンベンションセンター兼アリーナ。

## 概要
2003年にオマハ市が2億1600万ドルの建設費を投じて完成した。命名権はクエストが取得し、クエスト・センター・オマハ（Qwest Center Omaha）として開業した。主にNCAAのネブラスカ大学オマハ校の試合が中心であるが、2008年にはWWEのジャッジメント・デイと北京五輪競泳代表選考会が行われた。2011年6月、クエストはセンチュリーリンクの傘下となったため、現在の名称となった。2012年にはロンドン五輪競泳選考会が開催された。2016年にもリオ五輪競泳代表選考会が開催された。2018年にはCHIヘルスが命名権を獲得した。2020年東京五輪競泳代表選考会も当地で開催。
2015年にはFIVBバレーボール・ワールドグランプリの決勝会場として使用された。

## ギャラリー
|  |  |  |  |

|  |  |  |  |